# Bücker Flugzeugbau

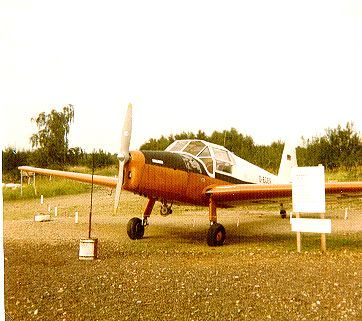
Bücker Bü 181 B-1

Bücker Flugzeugbau war eine deutsche Flugzeugbaufirma, die sich auf die Entwicklung und den Bau von Sport- und Schulungsflugzeugen spezialisiert hatte. Carl Clemens Bücker, ein ehemaliger Marineflieger des Ersten Weltkriegs, hatte die Firma 1933 in Berlin-Johannisthal gegründet, von wo sie 1935 in eine von Herbert Rimpl und Otto Meyer Ottens neugebaute, den Ideen der Bauhaus-Schule nahestehende, größere Werksanlage nach Rangsdorf bei Berlin übersiedelte. Nach Ende des Zweiten Weltkrieges wurde der Firmenbetrieb eingestellt. 
Bücker gründete bereits 1921 in Lidingö (Schweden) die Svenska Aero mit dem Zweck, Teile und Flugzeuge der Caspar-Werke und von Heinkel als Lizenzbau zu fertigen, da zu der Zeit nach den Bestimmungen des Versailler Vertrags keine Militärflugzeuge im Deutschen Reich der Weimarer Republik gebaut werden durften. Aus Schweden folgte ihm später sein Chefkonstrukteur Anders J. Anderson nach Berlin. Aus der Zusammenarbeit mit Anderson entstanden Flugzeuge, die den Namen Bücker in aller Welt bekannt machten und die verschiedentlich auch im Ausland in Lizenz gebaut wurden. Zunehmend, aber nicht von Anfang an, trat auch die Luftwaffe als Auftraggeber in Erscheinung. Nach dem Kriegsende und dem völligen Zusammenbruch der Firma wurden die Werksanlagen beschlagnahmt und von den Sowjetischen Streitkräften in Deutschland genutzt. Seit dem Abzug aller Militärs aus Deutschland und damit auch aus Rangsdorf verfallen die noch erhaltenen Anlagen.

## Geschichte

### 1933 bis 1934
Anfang der 1930er Jahre hatte die Firma Bücker Schwierigkeiten, ihre Produkte dem neuen Reichsluftfahrtministerium (RLM) zu verkaufen. Obwohl diese prinzipiell an Produktionsstätten für Flugzeuge für den geheimen Aufbau der Luftwaffe interessiert war, schien Bücker nicht ins Konzept zu passen. In einem Aktenvermerk des RLM vom 1. Dezember 1933 heißt es: „Das Technische Amt hat an Bücker Flugzeugbau als Konstruktions- oder Nachbaufirma kein Interesse (...) unmöglich, bei verringertem Auftragsbestand eine Firma zu berücksichtigen, gegen die die bekannten Einwände (ausländisches Kapital von wirtschaftlicher Seite, Geheimhaltung, unerwünschte Massierung der Flugzeugindustrie in Johannisthal) vorlägen.“

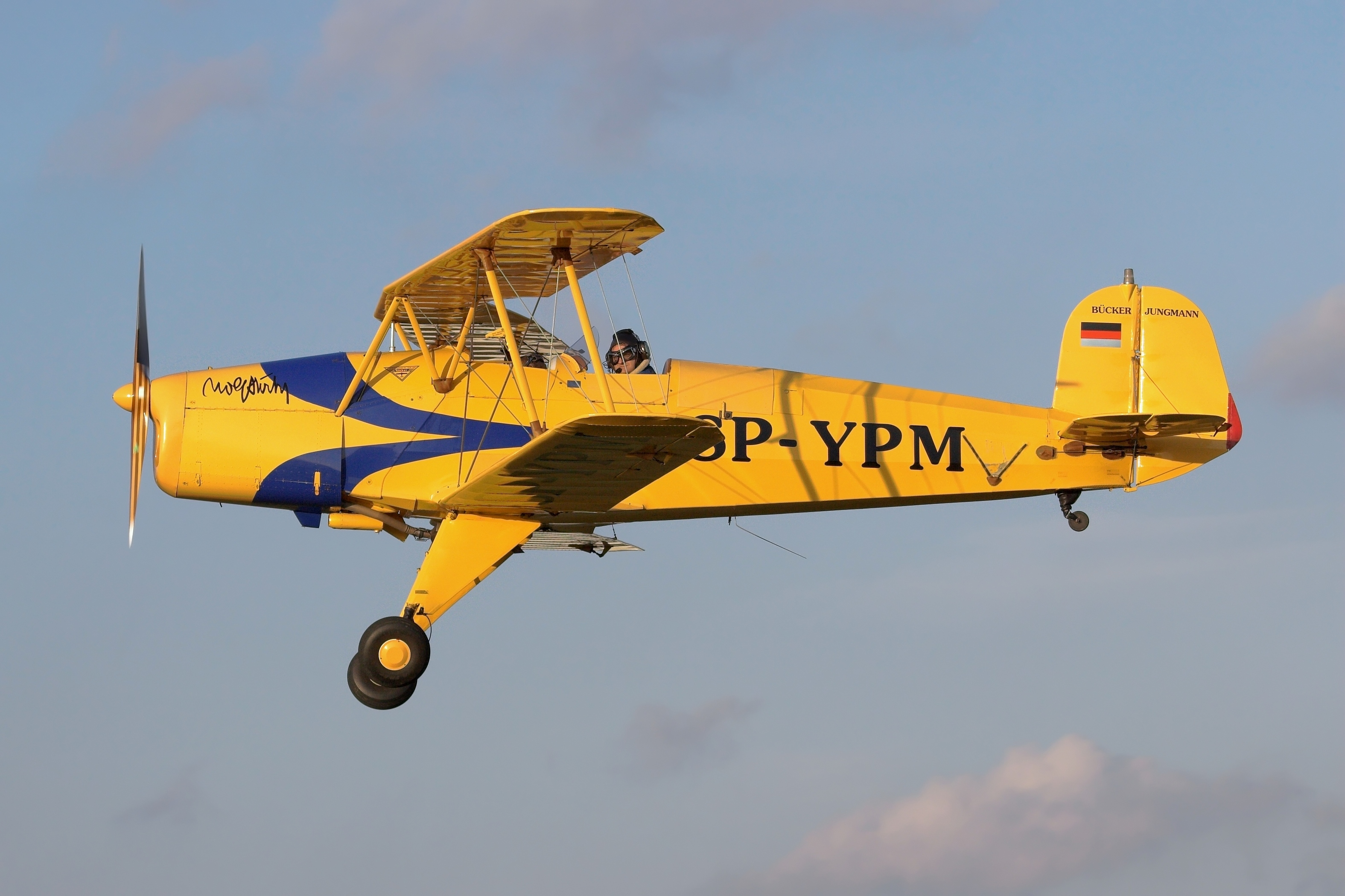
Bücker 131 Jungmann

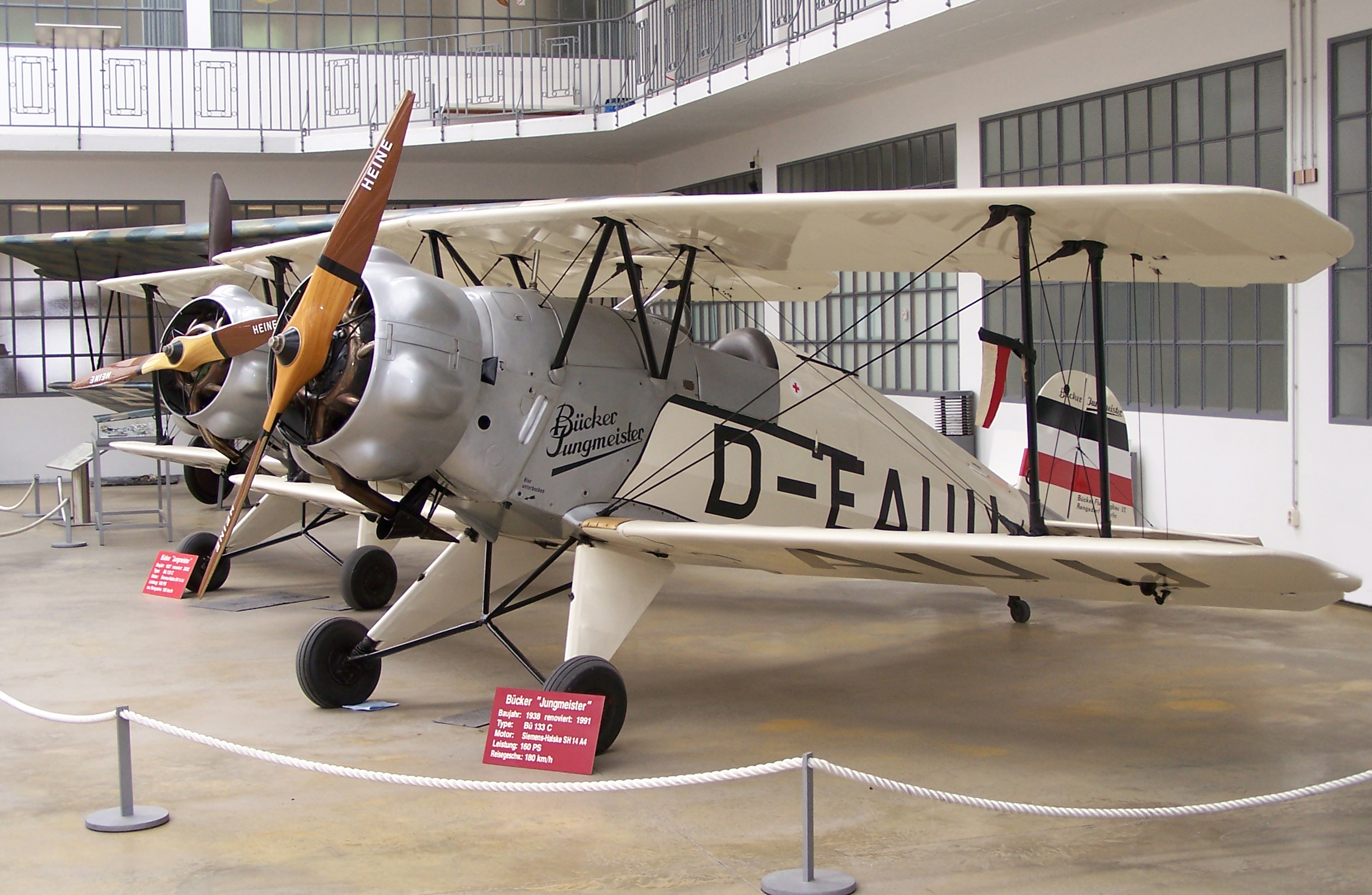
Bücker 133C Jungmeister

Trotz der offiziellen Ablehnung wurden in der Folgezeit die Flugzeugmuster Bü 131 Jungmann und Bü 133 Jungmeister weltweite Verkaufserfolge. Mehrere Länder, unter anderem die Schweiz, interessierten sich für die Nachbaurechte. Nur die Luftwaffe zeigte vorerst weiterhin kein Interesse an Bückerflugzeugen. Im Flugzeugbeschaffungsprogramm vom 31. März 1934 taucht der Name nicht auf. Bei einer Entwicklungsbesprechung im Dezember 1934 unter Leitung von LC II von Richthofen werden ausdrücklich Schulflugzeuge im Leistungsbereich 60 bis 80 PS abgelehnt, also genau die Klasse, in der sich die Bü 131 A mit ihrem Motor HM 60 R befand. Wahrscheinlich veranlasste gerade diese Entscheidung Bücker wenig später dazu, das Flugzeug als Baureihe B auf den stärkeren Motor HM 504 A mit 105 PS umzustellen. Das erste Flugzeug dieser Ausführung mit dem Kennzeichen D-EJUF findet sich im Flugbuch des Einfliegers Josef Beier allerdings erst am 1. Februar 1936. Nicht weiter verwunderlich ist auch, dass ein Flugzeug Bü 131 B (D-EJFI, Werknr.269) in einem Flugzeugentwicklungsprogramm erst am 1. Oktober 1936 erscheint, mit der Bemerkung „Umrüstung auf Motor HM 504“, mit dem Datum der Aufgabenstellung an die Industrie 7.36, der Fertigstellung und dem Erprobungsbeginn bei der Erprobungsstelle Rechlin 8.36. Dieses Flugzeug ist auch in mehreren Rechliner Flugbüchern nachzuweisen.
Im nächsten sowie im übernächsten Entwicklungsprogramm vom 1. April 1937 ist die Bü 131 nicht mehr enthalten. Dafür erscheint die Bü 133 mit Motor Siemens Sh 14 A, mit einer Bestellung von 6 V-Flugzeugen (V-1 bis V-6), aber einmal mit dem Hinweis „Eigene Entwicklung der Firma“ und unter Bemerkungen: „Muster wird nicht beschafft“. Die Luftwaffe vergab dann aber doch einen Auftrag zur Lieferung von Bü 131 und später auch Bü 133 an die Firma, wohl unter dem Eindruck des internationalen Erfolgs der beiden Bückerflugzeuge. Dafür wurde Bücker beim Preis unter Druck gesetzt, wie die tatsächlich gezahlten Summen zeigen: für einen Jungmann 12.000 RM, für einen Jungmeister 14.000 RM. Vergleichsweise erhielt Klemm für eine Kl 35 17.500 RM, ebenso viel wie für eine Focke-Wulf Fw 44. Auch eine Heinkel He 72 erzielte 16.000 RM. Alle diese Preise wurden nur noch von dem der Klemm Kl 25 unterboten, für die lediglich 10.600 RM bezahlt wurden.

### 1935 bis 1936
Bücker schaffte es trotz dieser erschwerten Bedingungen und ohne sicheres Auftragspolster, im Herbst 1935 auf dem in Rangsdorf geschaffenen Reichssportflughafen seine neue Produktionsstätte in Betrieb zu nehmen. Für die Planung hatte Bücker die Bauabteilung der Heinkel-Werke unter Leitung von Herbert Rimpl gewinnen können, wobei Otto Meyer-Ottens – er war zuvor einer der engsten Mitarbeiter von Walter Gropius und Chefarchitekt in dessen Büro gewesen – als Projektarchitekt für den Neubau eingesetzt wurde.
In den Hallen entstanden bald immer mehr der beiden Flugzeugtypen. Dazu halfen ihm größere Aufträge unter anderem aus Rumänien und Ungarn, aber auch aus Niederländisch-Indien und aus Japan. Die Schweiz wählte 1936 die beiden Bückerflugzeuge nach Vergleich mit vielen Konkurrenzfabrikaten als ihre Standardschulflugzeuge aus, kaufte je sechs Stück bei Bücker und erwarb die Nachbaurechte. Bei der schweizerischen Fertigungsstätte der Firma Dornier in Altenrhein SG, mit „Doflug“ bezeichnet, wurden anschließend 88 Stück Bü 131 und 46 Bü 133 gebaut. Diese leisteten dann über dreißig Jahre ihren Dienst, bis sie technisch ausgesondert werden mussten. Einige erhaltene oder wieder aufgebaute Bückerflugzeuge befinden sich in Privatbesitz und sind flugfähig. Bis 1936 hatten sich die Bückerflugzeuge in aller Welt als herausragend erwiesen. Der Jungmeister stand nach vielen Siegen in Kunstflugwettbewerben im Ruf, das beste Kunstflugzeug der Welt zu sein. Ob Liesel Bach oder der Autodidakt Otto Heinrich Graf von Hagenburg, fast überall belegten deutsche Kunstflieger erste Plätze und machten den Namen der Rangsdorfer Firma immer bekannter.
Noch in einem anderen Punkt war Bücker seiner Zeit voraus. Er war der Erste, der seine Flugzeuge auch weiblichen Piloten zur Verfügung stellte. So stellte er bereits während der Arbeit in Johannisthal die erst 24 Jahre alte Luise Hoffmann als Einfliegerin, Überführungs- und Vorführpilotin ein. Leider verunglückte sie auf dem Heimflug von einer Vorführtour nach Griechenland, in die Türkei und nach Bulgarien schwer und starb kurz danach am 27. November 1935. Die gleiche Chance bekamen danach noch zwei weitere junge Fliegerinnen, Eva Schmidt (1914–1945) und Beate Köstlin, die nach Verheiratung mit ihrem und Schmidts Fluglehrer den Namen Uhse trug. Beide holten mit Bückerflugzeugen Siege bei verschiedenen Veranstaltungen.

### 1937 bis 1940

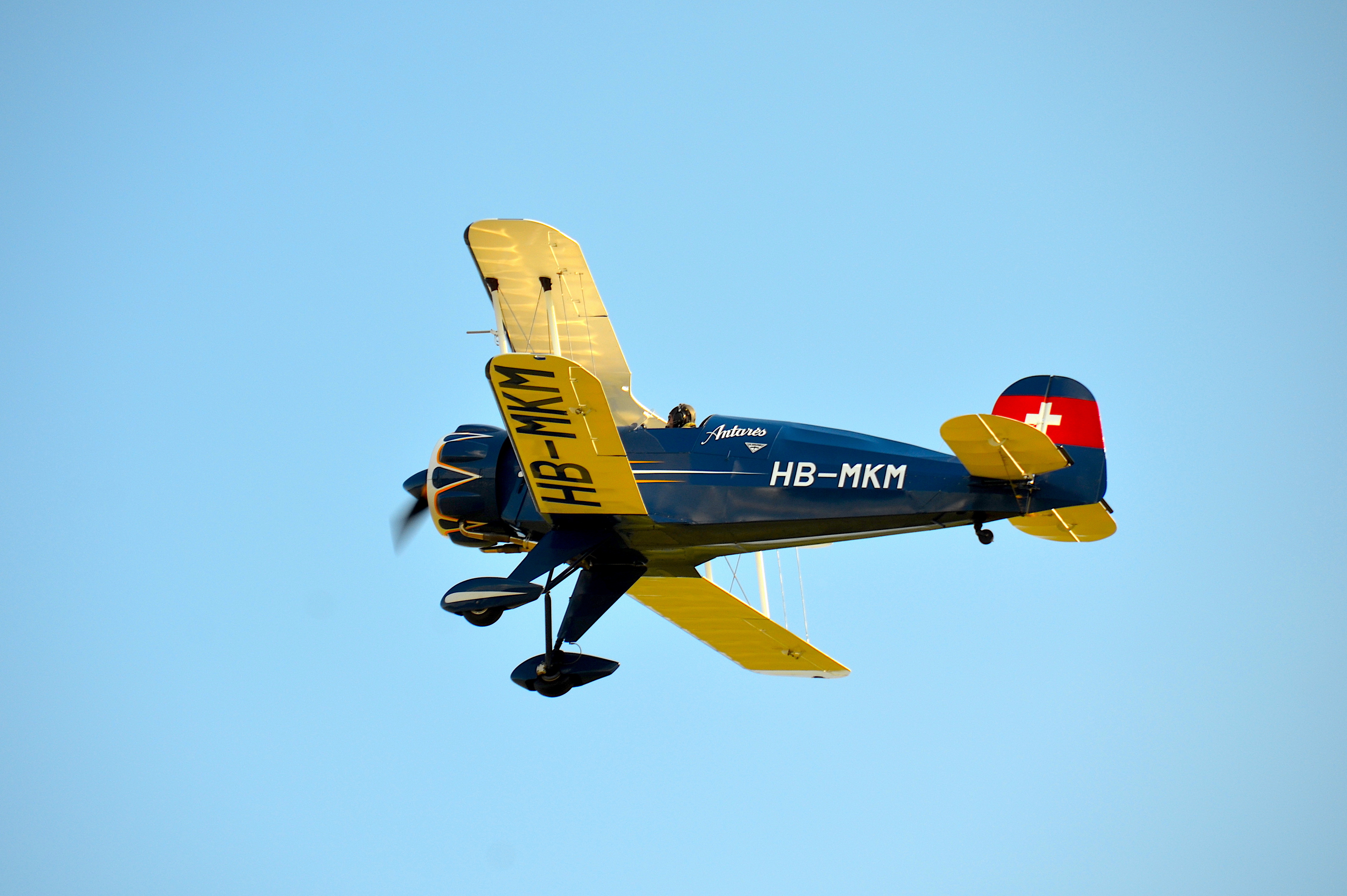
Doflug Bü-133C Jungmeister (Bj. 1940) beim Kunstflug auf dem Flugplatz Albstadt-Degerfeld (2016)

Beim Technischen Amt der Luftwaffe war, trotz des Übergangs der Leitung von Oberst Wimmer auf den nun ebenfalls Oberst gewordenen Ernst Udet am 10. Juni 1936, noch keine grundlegende Änderung der Haltung bezüglich größerer staatlicher Aufträge zu erkennen. Eine Entwicklungsprogramm-Besprechung am 20. Januar 1937 unter Leitung von Major Werner Junck, der inzwischen von Richthofen in der Leitung von LC II gefolgt war und an der Roluf Lucht, nun Oberstabsingenieur, teilnahm, ergab, dass für die Firmen Weser Flugzeugbau (vorher Rohrbach), Bücker, Ago, Klemm und Fieseler „keine weiteren Aufgaben vorhanden seien und auch nicht damit zu rechnen sei, da anfallende Aufgaben in Zukunft von den übrigen Entwicklungsfirmen geleistet werden könnten“. Diesen Firmen wurde dagegen die Entwicklung eines Volksflugzeugs mit Motoren von 50 bis 60 PS empfohlen. Die Idee führte bei Klemm (Kl 105), Siebel (Si 202) und Fieseler (Fi 253) zu entsprechenden Neukonstruktionen, offensichtlich aber auch bei Bücker (Bü 180).
Die Bücker Bü 131 führte bei der Luftwaffe immer noch ein Schattendasein, wie aus dem Flugzeugbeschaffungsprogramm Nr. 8 vom 15. Juli 1937 hervorgeht. Danach waren bis zum 31. März 1937 363 Stück Bü 131 und ganze 14 Bücker Bü 133 übernommen worden, denen 653 He 72 und sogar 1570 Fw 44 gegenüberstanden. Von letzteren waren überdies 85 Stück von Bücker selbst als RLM-Auftrag in Lizenz gebaut worden, sicher nicht mit Begeisterung. Der Absturz eines Stieglitz der benachbarten Reichsschule für Motorflug über dem Einflughangar von Bücker vernichtete am 21. Mai 1939 40–50 ablieferbereite Flugzeuge. Durch diese Katastrophe sank die Lieferungsrate der Bü 131 für zwei Monate auf Null. Die Armee hatte anscheinend bereits Gefallen an dem Flugzeug gefunden, so dass beim RLM eine Lösung für eine Steigerung der Fertigung gefunden wurde: Die Firma Aero in Prag stand nun, nach Errichtung des Protektorats Böhmen-Mähren, zur Verfügung. Sie bekam den Auftrag, 200 Stück Bü 131 in Lizenz zu bauen. Diese Flugzeuge waren bis September 1941 ausgeliefert. 
Die folgenden zwei Entwürfe Andersons, das nur als Einzelstück gebaute Sportflugzeug Bü 134 und die Bü 180 Student, könnten durchaus in Verwirklichung der von LC II vorgeschlagenen „Volksflugzeug“-Idee entstanden sein. Allerdings fiel die Bü 134 mit der Leistung des eingebauten Motors HM 504 A mit 105 PS etwas aus dem Rahmen. Das NSFK, das als größerer Abnehmer eines solchen Flugzeugs in Frage kam, hat allerdings kein Interesse gezeigt, so dass es nur zu einer kleinen Serie kam. Dass mit der Student Weltrekorde aufgestellt wurden, änderte daran nichts. Einige davon wurden aber ins Ausland verkauft. Auch Udet hatte das Flugzeug mit Vergnügen nachgeflogen, sodass schließlich die Luftwaffe doch einige Student übernahm, obwohl das Flugzeug gar nicht in das oben geschilderte Konzept passte. Auch das letzte, von Anderson bei Bücker entworfene Muster, die Bü 182 Kornett, von der nur drei Stück gebaut wurden, fand beim RLM keine Gegenliebe, obwohl die darin verkörperte Vorstellung, ein im Betrieb billiges, aber hoch beanspruchbares Fortgeschrittenen-Übungsflugzeug zu bekommen, sehr viel für sich hatte.
Eine neue Möglichkeit eröffnete sich für Bücker, als Ende 1937/Anfang 1938 vier ältere im Dienst befindliche Anfangsschulflugzeuge durch Neuanschaffungen zu ersetzen waren. Obwohl es keine offizielle Ausschreibung gab, entwickelte Bücker die Bücker Bü 181, bei der, damals ungewöhnlich für einen Trainer, Fluglehrer und -Schüler nebeneinander saßen.
Mangels weiterer Konkurrenz (allein Klemm arbeitete in eine ähnliche Richtung) bestimmte das RLM die Bü 181 zum neuen Standardschulflugzeug der Luftwaffe. Eine Großserie, später mit noch zwei weiteren Fertigungsbetrieben, löste nun alle anderen bisherigen Schulflugzeuge ab.
1937–1940 ließ Bücker sein Werk in Rangsdorf nach Plänen des Berliner Architekten Otto Werner weiter ausbauen. Unter anderem entstand eine neue Einflieger- und eine Endmontagehalle sowie 1940 ein so genannter „Sonderbau“ für die Entwicklung und den Bau geheimer Aufträge für die Rüstungsindustrie.

### 1941 bis 1944
Während des Krieges wurden bei Bücker Teile für den Sturzkampfbomber Ju 87, für das Jagdflugzeug Focke-Wulf Fw 190 und für die Gleitbombe Henschel Hs 293 hergestellt. Dabei kamen auch Zwangsarbeiter aus Italien, der Sowjetunion und anderen Ländern zum Einsatz. Bis zu 500 Personen lebten im werkseigenen Lager unter schlechten Bedingungen.
Fast unbekannt geblieben ist die Tatsache, dass Bücker während des Krieges auch mit der Entwicklung von Propellerschlitten, befasst war. Ein erbeuteter sowjetischer Schlitten diente als Vorbild und Vergleichsmöglichkeit. Das Gerät wurde einigen Spezialisten vorgeführt, ging aber nicht in Serie.

### Nach 1945
Das Kriegsende bedeutete für die Firma das endgültige Aus. Auf das unzerstört gebliebene Gelände kamen sowjetische Spezialeinheiten, die Triebwerke warteten. Ein großer Teil der Infrastruktur wurde demontiert und in die Sowjetunion abtransportiert, darunter sechs Flugzeughallen. Die noch verbliebene Produktionshalle und das Flugfeld dienten ab 1972 als Stellplatz und Abflugstelle für Hubschrauber. Für die hier stationierten Militärs entstanden weitere Gebäude und schließlich sprachen die Einwohner von einem Städtchen, das abgeschirmt und bewacht wurde.
Ende der 1950er Jahre versuchte C. C. Bücker, zusammen mit der Firma Josef Bitz in Augsburg, eine kleine Fertigung seiner bei Liebhabern immer noch hochgeschätzten Erfolgsflugzeuge Bü 131 Jungmann und Bü 133 Jungmeister wieder aufzunehmen, hatte aber keinen Erfolg.

### Nachwendezeit
Nach der Wende zogen 1994 alle sowjetischen Einheiten auch aus den ehemaligen Bücker-Werken ab. Das Gelände ging zunächst in das Eigentum des Bundes über und wurde 1999 zwischen der Gemeinde Rangsdorf und dem Land Brandenburg aufgeteilt. Nachdem die frühere Werkssiedlung an der Walther-Rathenau-Straße saniert worden war, suchte die Gemeinde nach neuen Nutzungsmöglichkeiten für das Werksgelände und seine mittlerweile unter Denkmalschutz stehenden Hallen. Zwischenzeitlich machte ein finanzstarker polnischer Investor den Versuch, in den noch funktionsfähigen Hallen Flugzeuge Bü 131 nachzubauen. Das Vorhaben scheiterte am Widerstand der Bewohner in den darum herum stark entstandenen Wohngebieten, die den durch die Produktion und einem wenn auch kleinen Flugbetrieb verursachten Lärm fürchteten. 2006 kaufte ein Künstlerehepaar aus Berlin den Kantinen- und den Sozialbau und ließ die Gebäude zu einem Wohnhaus mit Atelier umbauen. 2018 erwarb die durch Erik Roßnagel vertretene terraplan-Gruppe aus Nürnberg die früheren Hangars und Hallen. In Zusammenarbeit mit der Gemeinde soll in den kommenden Jahren im Rahmen eines Konversionsprojektes auf dem Areal ein neuer Ortsteil mit Wohnungen und öffentlichen Einrichtungen in den historischen Hallen und in Neubauten entstehen, das Flugfeld als öffentlicher Park erhalten werden.
Der Zutritt zum Werksgelände ist derzeit für die Öffentlichkeit gesperrt. Der Förderverein Bücker-Museum Rangsdorf e. V., der sich der Erforschung der Bücker Flugzeugbau und ihres Werkes widmet, bietet regelmäßig Führungen an.